# Jucely Lottin
Jucely Lottin (Orleans, 12 de abril de 1935 — Laguna, 16 de julho de 2014) foi um historiador brasileiro.

## Publicações
- Orleans 2000. História e Desenvolvimento. Florianópolis : Elbert, 1998.
- Causos e Coisas de Orleans.
- Os Letos Orleanenses.
- Colônia Imperial de Grão-Pará. 120 anos. Florianópolis : Elbert, 2002.
- Orleans em Dados.
- Crônicas e Retratos de Orleans.
- Recenseamento 1896. Orleans: Coan Gráfica e Editora, 2007.
- Retratos de Orleans.
- O Verde Vale do Rio Braço do Norte. Tubarão : Copiart, 2009.[2]
- Genealogia de Famílias Italianas. 2009.[3]
- Centenário de Orleans. 2013.